# Públio Cornélio Dolabela (cônsul em 10)
Públio Cornélio Dolabela (em latim: Publius Cornelius Dolabella), dito o Jovem (em latim: Minor), foi um senador romano da gente Cornélia eleito cônsul em 10 com Caio Júnio Silano. Era filho de Públio Cornélio Dolabela, cônsul sufecto em 35 a.C., com Quintila, irmã do infame general romano Públio Quintílio Varo

## Carreira
Quando Augusto morreu, em 14, Dolabela era governador da Dalmácia. O novo imperador, Tibério, como se tornou praxe em seu reinado, estendeu o mandato de Dolabela até 19 ou 20. Seu sucessor, Lúcio Volúsio Saturnino ficou na posição até depois da morte do imperador em 37. Em seguida, Dolabela foi procônsul da África entre 23 e 24 e derrotou definitivamente o rebelde Tacfarinas.
Dolabela é conhecido também por ter reconstruído o Arco de Dolabela (que talvez fosse parte da antiga Porta Celimontana) em Roma em 10 juntamente com seu colega de consulado Caio Júnio Silano. Posteriormente, o imperador Nero incorporou o arco quando estendeu a Água Cláudia até o monte Célio, um trecho conhecido como "arcos neronianos.

## Família
Públio Cornélio Dolabela se casou com Sulpícia Galbila e os dois tiveram um filho, Públio Cornélio Dolabela, cônsul em 55.